# Megaschizomus mossambicus
Megaschizomus mossambicus är en spindeldjursart som först beskrevs av Lawrence 1958.  Megaschizomus mossambicus ingår i släktet Megaschizomus och familjen Hubbardiidae. Inga underarter finns listade i Catalogue of Life.